# ريترو أكتيف
ريترو أكتيف (بالإنجليزية: Retro Active)‏، هو الألبوم التجميعي الأول لفرقة الهارد روك البريطانية ديف ليبارد، والذي أُصدر في 1993. يبرز الألبوم نسخاً معدلة من أغاني الوجه ب وتسجيلات لم تُصدر من قبل من جلسات تسجيل الفرقة منذ 1984 حتى 1993. وصل الألبوم للمرتبة التاسعة على بيلبورد 200 والمرتبة السادسة على لائحة الألبومات في المملكة المتحدة.

## نظرة عامة
بعد إصدار خمسة ألبومات استوديو فقط خلال فترة اثني عشر عاماً، استعملت ديف ليبارد ريترو أكتيف لكسر العادة، وتوفير علاج للمعجبين العنيدين، وإغلاق الباب أمام حقبة فرقة «ستيف كلارك». وصل الألبوم لمبيعات «بلاتينية» في عدة بلدان.
وفقاً للمغني جو إليوت، فإن الفكرة وراء الألبوم تم تصورها بعد تسجيل «تو ستيبس بيهايند»، المجربة في البداية فقط من قِبل إليوت كنسخة كهربائية في 1989، من قِبل الفرقة كبالاد صوتي عند اقتراح عازف الإيتار فيل كولين. عندما تواصل منتجو الفيلم لاست أكشن هيرو مع الفرقة في 1993 لتوفير أغنية جديدة للموسيقى التصويرية، لم تكن الفرقة قادرة على تسجيل أغانٍ جديدة بسبب جداول الجولات وأرسلت شريط الأغاني المتعددة للنسخة الصوتية من «تو ستيبس بيهايند»، التي أُضيفت أوتارها من قِبل مايكل كامن وأُضيفت للموسيقى التصويرية. صارت الأغنية لاحقاً الأخيرة للفرقة بين أفضل 20 أغنية منفردة في الولايات المتحدة، بوصولها للمرتبة 12، وألهمت الفرقة بتجميع ألبوم وإعادة تسجيل النسخة الكهربائية من الأغنية.
بالرغم من وجود العديد من الأغاني في إصدارات الأغاني المنفردة، فقد أُعيد تسجيل بعض الأجزاء خلال جولة أدرينالايز.
أُصدرت النسخة الأصلية لأغنية الوجه ب من «شي'ز تو تاف» والنسخة الكهربائية من «ميس يو إن أ هارتبيت» كأغنيتين إضافيتين للإصدار الياباني من أدرينالايز. كونها مكتوبة أصلاً في 1985، ظهرت لأول مرة في ألبوم هيلكس، وايلد إن ذا ستريتس في 1987.
أُكملت الأغنيتان اللتان لم تُنهيا خلال جلسات تسجيل هستيريا، «ديزرت سونغ» و«فراكتشرد لاف»، حصرياً لهذا الألبوم.
احتوى الألبوم أيضاً على أغانٍ مقلدة: «أكشن» للفرقة سويت (التي وصلت لمرتبة أعلى من الأصلية في المملكة المتحدة) و«أونلي أفتر دارك» لميك رونسون. بالرغم من كتابة وتجربة عازف الإيتار فيل كولين للأغنية «ميس يو إن أ هارتبيت» في 1991، أُصدرت لأول مرة في الألبوم المعنون ذاتياً والأول عام 1991 لفرقة ذا لاو، وهي فرقة تميز فيها كل من بول رودجرز وعازف الطبول من فرقة ذا هو، كيني جونز. بعد تسجيل الفرقة لغناء جديد، وغيتار بيس وأجزاء طبول للنسخة الكهربائية من الأغنية في أبريل 1992، وإضافة كولين، وعازف غيتار البيس ريك سافج وعازف الطبول ريك ألين للغيتارات الصوتية والكهربائية، وغيتار البيس، وأجزاء الطبول إليها في يونيو 1993، أُكملت النسخة الصوتية التي أُصدرت لاحقاً كأغنية منفردة.
نسخة «رايد إنتو ذا سان» ليست النسخة التي ظهرت على ذا ديف ليبارد إي.بي.، بل كانت النسخة المعاد تسجيلها في 1987. الأغنية مختلفة قليلاً عن النسخة من التسجيل المستعملة كأغنية الوجه ب في حقبة هستيريا. كان في الأغنية المستعملة كالوجه ب مقدمة انفرادية لريك ألين على الطبول، بينما كان لهذه النسخة مقدمة بيانو من تقديم إيان هنتر.
يبرز ريترو أكتيف أغنية مخفية (أخيرة): النسخة الغنائية/البيانو من «ميس يو إن أ هارتبيت»، التي تبرز أيضاً غيتاراً انفرادياً صوتياً بديلاً من أداء كولين.
هذا الألبوم هو الأول لديف ليبارد الذي أبرز أغانٍ مسجلة مع عازف الإيتار الجديد فيفيان كامبل.

## غلاف الألبوم
غلاف الألبوم، من تصميم نيلس إزرايلسون وهيو سايم، هو صورة لامرأة جالسة أمام منضدة زينة، تنظر إلى مرآة. مع ذلك، عند النظر للغلاف من بعد طول الذراع أو من مسافة، يتخذ الرسم شكل جمجمة (نوع من رسم الفانيتاس)، حيث يشكل رأس الامرأة تجويف العين اليسرى، في حين يشكل انعكاس رأسها في المرآة تجويف العين اليمنى. تتخذ المرآة نفسها شكل الجمجمة وتشكل الاكسسوارات على منضدة الزينة الأنف، والمناخير والأسنان. كانت الرسم مستلهماً من أشهر أعمال تشارلز ألان جيلبرت، الكل باطل (1892). توجد نسخة بديلة لغلاف الألبوم، والتي صدرت فقط للاستعمال الترويجي. الاختلاف الوحيد هو أن شعار ديف ليبارد ممثل في الأسلوب التقليدي أكثر الظاهر على بايرومانيا، وهستيريا وأدرينالايز. شعرت الفرقة بأنه بالنظر لنغمة ريترو أكتيف الأكثر ظلمة صوتياً، فسيكون من الأفضل تعليق الألوان الأفتح للشعار.

## قائمة الأغاني
| #   | عنوان                                              | تأليف                                          | الأصل | المدة |
| --- | -------------------------------------------------- | ---------------------------------------------- | --- | ----- |
| 1.  | "ديزرت سونغ"                                       | ستيف كلارك، جو إليوت، ريك سافج                 | من مهواة جلسات ألبوم هستيريا (1984-1987)                                                                                   | 5:19  |
| 2.  | "فراكتشرد لاف"                                     | كلارك، إليوت، سافج                             | من مهواة جلسات ألبوم هستيريا                                                                                               | 5:08  |
| 3.  | ""أكشن"                                            | أندي سكوت، برايان كونولي، ستيف بريست، ميك تاكر | أُصدرت النسخة الأصلية على الأغنية المنفردة "ميك لاف لايك أ مان" (1992)                                                      | 3:41  |
| 4.  | "تو ستيبس بيهايند (النسخة الصوتية)"                | إليوت                                          | أُصدرت النسخة الأصلية على الأغنية المنفردة "ميك لاف لايك أ مان" أُصدرت في الأصل كموسيقى تصويرية للفيلم لاست أكشن هيرو (1993) | 4:16  |
| 5.  | "شي'ز تو تاف"                                      | إليوت                                          | أُصدرت النسخة الأصلية على الأغنية المنفردة "هيفن إز" (1993). أُصدرت كأغنية إضافية للإصدار الياباني من أدرينالايز (1992).     | 3:41  |
| 6.  | "ميس يو إن أ هارتبيت"                              | فيل كولين                                      | أُصدرت النسخة الأصلية على الأغنية المنفردة "ميك لاف لايك أ مان"                                                             | 4:04  |
| 7.  | "أونلي أفتر دارك"                                  | ميك رونسون، سكوت ريتشاردسون                    | أُصدرت النسخة الأصلية على الأغنية المنفردة "ليتس غيت روكد" (1992)                                                           | 3:52  |
| 8.  | "رايد إنتو ذا سان"                                 | كلارك، كولين، إليوت، سافج                      | أُصدرت النسخة الأصلية على الأغنية المنفردة "هستيريا" (1987) أُصدر التسجيل الأول للأغنية على ذا ديف ليبارد إي.بي. (1979).     | 3:12  |
| 9.  | "فروم ذا إنسايد"                                   | إليوت                                          | أُصدرت النسخة الأصلية على الأغنية المنفردة "هاف يو إيفر نيدد سام وان سو باد" (1992)                                         | 4:13  |
| 10. | "رينغ أوف فاير"                                    | كلارك، كولين، إليوت، مات لانج، سافج            | أُصدرت النسخة الأصلية على الأغنية المنفردة "أرماغيدون إت" (1988)                                                            | 4:42  |
| 11. | "آي وانا بي يور هيرو"                              | كلارك، كولين، إليوت، لانج، سافج                | أُصدرت النسخة الأصلية على الأغنية المنفردة "هستيريا"                                                                        | 4:29  |
| 12. | "ميس يو إن أ هارتبيت (النسخة الكهربائية)"          | كولين                                          | أغنية إضافية في الإصدار الياباني للألبوم أدرينالايز                                                                        | 4:58  |
| 13. | "تو ستيبس بيهايند"                                 | إليوت                                          | | 4:29  |
| 14. | "ميس يو إن أ هارتبيت (نسخة البيانو)" (أغنية مخفية) | كولين                                          | | 4:09  |

## شهادات
| البلد            | المزود   | الشهادة (عتبة المبيعات) |
| ---------------- | -------- | ----------------------- |
| الولايات المتحدة | ر.ص.ت.أ. | "بلاتيني"               |
| كندا             | ر.ص.ت.ك. | بلاتيني                 |

## طاقم العمل

### ديف ليبارد
- جو إليوت - الغناء الرئيسي، الغناء المساعد، غيتار الإيقاع، البيانو، الأوركسترا الغابية في «فراكتشرد لاف»
- ستيف كلارك - الغيتارات الكهربائية
- فيل كولين - الغيتارات الكهربائية، الغيتارات الصوتية، الغناء المساعد
- فيفيان كامبل - الغيتارات الكهربائية، الغيتارات الصوتية، الغناء المساعد
- ريك سافج - غيتار البيس، آلات المفاتيح، الغناء المساعد
- ريك ألين - الطبول

### موسيقيون إضافيون
- إيان هنتر - البيانو في «رايد إنتو ذا سان»
- مايكل كامن - ترتيب الأوتار في «تو ستيبس بيهايند» (النسخة الصوتية)
- روبرت جون "مات" لانج - الغناء المساعد
- فيانتشا أو براوناين - الصفارة الحديدية في «فروم ذا إنسايد»
- ليام أو ماونلاي - البيانو الكبير في «فروم ذا إنسايد»
- بيتر أوتول - الماندولين في «فروم ذا إنسايد»
- بي. جي. سميث - الغناء المساعد في «أكشن»
- بيت وودروف - البيانو في «ميس يو إن أ هارتبيت»

### إنتاج
- ديف ليبارد - إنتاج
- بيت وودروف - هندسة، مكس
- جانريد أريندسن - هندسة
- ألبرت بويكهولت - هندسة
- جايلس كاولي - مكس
- فريك فينسترا - هندسة
- نيجل غرين - هندسة
- ستيف مكغاوغلين - هندسة
- إروين ماسبر - هندسة
- نيال أوسوليفان - مكس
- رونالد برينت - هندسة
- روبرت سكوفيل - هندسة
- مايك شيبلي - هندسة

## روابط خارجية
- ريترو أكتيف على موقع أول موفي (الإنجليزية)